# Hanna – Gyilkos természet
A Hanna – Gyilkos természet (eredeti cím: Hanna) 2011-ben bemutatott brit–német-amerikai akciófilm Joe Wright rendezésében. A film főbb szereplői: az ír Saoirse Ronan a címszerepben, továbbá Eric Bana és Cate Blanchett.
Az Egyesült Államokban 2011. április 8-án debütált, Európában 2011. május 5-én.
Magyarországi bemutató: 2011. június 23.

## Rövid történet
Egy tizenhat éves lányt, akit apja egy távoli vidéken tökéletes túlélőnek nevelt, küldetésre küldenek, miközben egy hírszerző ügynök és bérgyilkosok mindenhova követik.

## Cselekmény
|  | Alább a cselekmény részletei következnek! |

A történet elején egy szőke hajú lány íjjal egy rénszarvast lő le a havas tájon, majd miután elnézést kér, hogy nem az állat szívét találta el, egy pisztolylövéssel végez vele. Amikor boncolni kezdi, hamarosan egy férfi jelenik meg, akivel közelharcba bocsátkoznak. Kiderül, hogy ő a lány apja.
Hanna Heller (Saoirse Ronan) 17 éves lány, aki apjával, Erik Hellerrel (Eric Bana) él a vadonban, valahol észak-Finnország távoli erdeiben, a civilizációtól távol, az északi sarkkör közelében. Amióta megszületett, Hannát az apja tanítja mindenre, idegen nyelvekre, földrajzi és egyéb ismeretekre, és elsősorban arra, hogy hogyan védje meg magát, ha majd az életére törnek. Hanna ugyanis tisztában van vele, hogy ha eléggé felkészült, meg kell ölnie Marissa Wieglert, vagy ő hal meg a nő kezétől. Házukban nincsen modern technológia (pl. elektromosság). Kiképzésének része, hogy hamis német személyazonosságát fejből kell tudnia (milyen iskolába járt, kik a barátai, mi a kutyája neve, stb.)
Egyik nap Hanna kijelenti, hogy szerinte a „kiképzése befejeződött”, már mindent tud, amit apja megtanított neki. Erik egy dobozt hoz elő, ami egy rádióadó, és arra szolgál, hogy felfedje a kilétüket. Marissa Wiegler (Cate Blanchett), egy CIA ügynök azonnal akcióba lép, amint a jelzés megérkezik. Marissa egy kommandócsapatot küld a helyszínre, ahonnan Erik már eltávozott, miután megborotválkozott, öltönyt vett fel és pénzzel, útlevéllel szerelte fel magát. Hannának azonban nincs ilyen felszerelése, ő nyugodtan vár rájuk. Innen a CIA marokkói titkos föld alatti bázisára viszik kihallgatásra. Itt kiderül, hogy valamikor Erik is CIA-ügynök volt, és egy olyan titkot tud, ami miatt meg kell ölni. Marissa felvállalja ezt a feladatot, azonban sejti, hogy Hanna veszélyes lehet, és mivel túl könnyen hagyta magát elfogni, Marissa egy dublőrt küld (Michelle Dockery) maga helyett Hanna kihallgatására, azonban egy kedvező alkalommal Hanna megöli a nőt meg néhány őrt, és megszökik.
A kősivatagos külvilágban Hanna egy turista házaspár, Sebastian (Jason Flemyng) és Rachel (Olivia Williams) gyerekeivel találkozik, ők Sophie (Jessica Barden) és Miles. Ők elvinnék magukkal, Hanna azonban bizalmatlan mindenkivel szemben, így inkább önállóan, egy amerikai katonai dzsip alvázába kapaszkodva jut el egy marokkói településhez, ahol egy szegényes hotelt talál. Arab nyelvtudásának köszönhetően el tudja mondani, hogy nincs pénze, de szeretne szállást kapni. Hanna itt találkozik először a civilizáció egyes vívmányaival, úgy mint villanyvilágítás és televízió. A neonvilágítást érdekesnek találja, a tévé azonban túl hangos és erőszakos neki, ezért innen szinte elmenekül. A hotelben összefut újra a sivatagban látott gyerekekkel, akik szülei néhány napig gondoskodnak róla.
A szülők eleinte meglepődnek az önállóan utazó lányon, majd elfogadják, hogy más szülők másképpen nevelik a gyereküket. Hanna néhány napig velük utazik Marokkóban. Mivel a lakókocsijuk Spanyolország felé tart, Hanna titokban elrejtőzik belül egy ládában.
Marissa eközben az egykori ügynököt, Isaacs-t (Tom Hollander) béreli fel a lány felkutatásával (és megölésével), ő maga pedig Erik nyomába ered, aki azóta már Németországban van. Isaacs és emberei hamar megtalálják a lakókocsit, Hanna elmenekül előlük, mivel azt szeretné, ha a család kimaradna a dologból. A fiú azonban elmondja az időközben ide érkező Marissának, hogy Hanna Berlinbe tart, mivel Marissa hazudik neki, azt mondja, hogy szeretné a lányt megvédeni. Hanna semmiféle fegyverrel nem rendelkezik, de konténerek között menekülve négy üldözőjét elintézi közelharcban és a náluk lévő fegyverekkel, majd tovább menekül.
Berlinben felfedezik Eriket, és egy aluljáróban négy fegyveres megtámadja, ő azonban közelharcban legyőzi őket. Itt sikerül Marissa nyomára bukkannia, aki egy hotelben van, azonban csak egy testőrt tesz ártalmatlanná, Marissa az ablakon át elmenekül.
Berlinben egy már nem üzemelő vidámparkban Hanna könnyedén megtalálja a „Grimm” utca megadott házát, mivel az egy mézeskalács-házat formáz a „Jancsi és Juliska” meséből. Bent egy kis termetű emberrel találkozik, aki apja egyik barátja, és már régóta várt rá. Átad Hannának egy cédulát, amire apja egy címet írt, ahová mennie kell. Ekkor Marissa és Isaacs érkezik a házhoz. Hannának sikerül elbújnia az emeleten, majd kimenekülnie, a régi barátot azonban fejjel lefelé felakasztják és nyilakat lőnek bele.
A cédulán megadott cím nagyanyja lakásának címe, ahol apja vár rá. Marissa már járt itt korábban, és különösebb apropó nélkül fejbe lőtte a nagymamát.
Hanna időközben rájön, hogy ő valamilyen módon nem közönséges gyerek, és ez a DNS-ével van összefüggésben. (Orvosi leleteit a CIA marokkói bunkeréból sikerült megszereznie és magával hoznia). Erik talán nem is az apja? Erik elmondja neki, hogy a CIA egy olyan kutatási programot indított, aminek során terhes anyákat kerestek, akik elvetették volna a gyermeküket, és a magzatok DNS-ét módosították, hogy olyan utódok szülessenek, akik izomzata erősebb, reflexeik gyorsabbak az átlagosnál, ugyanakkor csökkentették a félelmet bennük, hogy ezzel szuper-katonákat hozzanak létre. A programot azonban a CIA felsőbb vezetése két év után leállította, és elrendelték, hogy az abban részt vevő anyákat és gyermekeiket „meg kell semmisíteni”. Az egyetlen túlélő Erik és családja volt, akiket Marissa személyesen, egyedül támadott meg egy országúton. Erik felesége meghalt, neki azonban sikerült elmenekülnie a csecsemővel és azóta bujkált. Hannát a lányaként nevelte. Hanna ekkor fellázad „apja” ellen, verekszenek, majd amikor Marissa, Isaacs és egy társuk megközelíti őket, Erik magára vonva a figyelmet, lehetővé teszi Hanna számára, hogy elmeneküljön. Isaacs-t és a másik férfit közelharcban megöli, majd Marissa lelövi őt.
Hanna az elhagyott vidámparkba menekül, ahova Marissa követi. Itt Hanna megtalálja apja megölt barátját, akinek testéből kihúz egy nyílvesszőt és magával viszi. Marissa próbálja elterelni a figyelmét, beszél hozzá, de ez csak arra szolgál, hogy közelebbről lőhessen rá. Rálő a lányra, akit eltalál, ő azonban ugyanakkor a nyílvesszőt egy alkalmi fegyverből lövi ki és eltalálja Marissát. Ezúttal Marissának kell menekülnie. Egy csúszdánál elejti a fegyverét és ő maga is lecsúszik rajta. Hanna felveszi a pisztolyt, majd miután elnézést kér, hogy nem egyből a szívét találta el, lelövi a nőt.
|  | Itt a vége a cselekmény részletezésének! |

## Szereposztás
| Szerep                                   | Színész          | Magyar hangja (1. szinkron, 2011) |
| ---------------------------------------- | ---------------- | --------------------------------- |
| Hanna Heller                             | Saoirse Ronan    | Csifó Dorina                      |
| Erik Heller, volt CIA-ügynök, Hanna apja | Eric Bana        | László Zsolt                      |
| Marissa Wiegler, CIA-ügynök              | Cate Blanchett   | Kéri Kitty                        |
| Lewis                                    | John Macmillan   | Welker Gábor                      |
| Burtons                                  | Jamie Beamish    | Elek Ferenc                       |
| Rachel, a feleség                        | Olivia Williams  | Kisfalvi Krisztina                |
| Sebastian, a férj                        | Jason Flemyng    | Seress Zoltán                     |
| Sophie, a házaspár leánya                | Jessica Barden   | Tamási Nikolett                   |
| Miles, a házaspár fia                    | Aldo Maland      | Gerő Botond                       |
| Isaacs                                   | Tom Hollander    | Görög László                      |
| Knepfler                                 | Martin Wuttke    | Bezerédi Zoltán                   |
| „Hamis” Marissa, CIA ügynök              | Michelle Dockery | N/A                               |
| Bob                                      | Paul Birchard    | Beratin Gábor                     |
| Feliciano                                | Álvaro Cervantes | Gacsal Ádám                       |

## A film készítése
A filmet részben Finnország északi részén, Kuusamo közelében forgatták. További helyszínek voltak: Németország (benne Bad Tölz, a berlini Studio Babelsberg, egy elhagyott vidámpark Spreeparkban, és Hamburg), Marokkóban pedig Varzázát és Szavíra (Mogador).
A finnországi helyszínen a külső hőmérséklet néha -33 °C volt, de Ronan azt mondta róla: „Finnország kihozta a történetből azt a részt, amit tündérmesékből ismerünk. Egy befagyott tavon forgattunk, fenyőfákkal körülvéve, amiket belepett a hó.” A film nagy részét a Studio Babelsbergben vették fel.
Danny Boyle és Alfonso Cuarón voltak előzetesen kiválasztva a film rendezésére, majd kiderült, hogy Joe Wright fogja rendezni a filmet. Őt Ronan ajánlotta a producerek figyelmébe.
A film történetét és a forgatókönyvet Seth Lochhead írta, miközben még a Vancouver Film School hallgatójaként egy írói kurzuson vett részt. A forgatókönyvet 2006-ban fejezte be David Farr színházi rendezővel közösen dolgozva, aki további változtatásokat javasolt.
Ronan így jellemezte a saját karakterét: „Úgy találkozunk vele, hogy teljesen magára van utalva, mindenen és mindenkin csodálkozik. Nekem legjobban az tetszik benne, hogy nem ítélkezik, teljesen nyitott minden újra.”
Joe Wright rendező egy interjúban, amit a Film School Rejects számára adott, utalt David Lynchre, mint aki nagyban hatott a filmjére. Joe Wright a The Chemical Brothers zenéjére utalva azt mondta: „Egy hangos, fantasztikus, funky-s hangzás, ami nem okoz csalódást.”

## Marketing
2010. december 20-án megjelent az első hivatalos előzetes, a nemzetközi piacra szánt előzetest pedig 2011. február 3-án adták ki. 2011. március 11-én a Focus Features két televíziós hirdetést indított, ezeket a YouTube-on is meg lehet nézni a „Hanna” kulcsszóra keresve a filmjeik alatt. A hivatalos zenei album, ami a The Chemical Brothers szerzeménye, 2011. március 1-jén jelent meg iTunes-on.

## Fogadtatás
A Hanna nagyrészt pozitív visszajelzéseket kapott. A Rotten Tomatoes értékelése 72%, 180 filmkritikus véleményét összegezve. Justin Chang a Variety magazintól azt írja: „Joe Wright »Hanná«-ja alaposan kidolgozott menekülős thriller, ami felpumpálja az adrenalint az elejétől a végéig.” Roger Ebert filmkritikus szintén pozitívan értékelte: „Wright két korábbi műfaját kombinálja össze egy stílusos gyakorlattá, ami rendellenes módon némi szentimentalizmust és magunkba tekintést is tartalmaz.”
A Hollywood Reporter szerint a Hanna az USA mozijaiban a második helyen állt az első hétvégéjén a Hop című film mögött, megelőzve az Arthur című filmet.

## Fordítás
Ez a szócikk részben vagy egészben  a   Hanna (film) című angol Wikipédia-szócikk fordításán alapul.  Az eredeti cikk szerkesztőit annak laptörténete sorolja fel. Ez a jelzés csupán a megfogalmazás eredetét és a szerzői jogokat jelzi, nem szolgál a cikkben szereplő információk forrásmegjelöléseként.